# 스노클

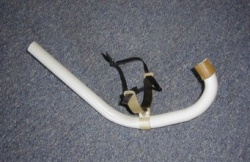

스노클(snorkel)은 입과 코가 잠긴 상태에서 착용자의 머리가 물속에서 아래를 향하고 있을 때 표면 위에서 공기를 호흡하는 데 사용되는 장치이다. 이 장치는 분리되거나 수영 또는 다이빙 마스크에 통합될 수 있다. 통합 버전은 수면 스노클링에만 적합하며 별도의 장치는 스피어피싱, 프리다이빙, 핀수영, 수중 하키, 수중 럭비와 같은 수중 활동과 스쿠버 장비를 사용한 수면 호흡에도 사용할 수 있다. 수영 선수의 스노클은 종종 "L" 또는 "J" 문자와 유사한 모양으로 구부러진 튜브로, 하단에 마우스피스가 장착되어 있고 가벼운 금속, 고무 또는 플라스틱으로 제작되었다. 스노클은 스노클을 다이빙 마스크의 헤드 스트랩 외부에 부착할 수 있는 고무 고리 또는 플라스틱 클립과 함께 제공될 수 있다. 스노클은 마스크 스트랩과 머리 사이에 튜브를 넣어 고정할 수도 있지만, 이 대체 전략은 신체적 불편, 마스크 누출 또는 스노클 손실로 이어질 수 있다.
현재 유럽 표준 EN 1972(2015)를 준수하기 위해 폐활량이 큰 사용자를 위한 스노클은 길이가 38cm(15"), 내부 부피가 230cm3(14cu.in.)를 초과해서는 안 된다. 폐활량이 작은 사용자의 수치는 각각 35cm(14") 및 150cc(9¼ cu. in.)이다. 현재 세계수중연맹(CMAS) 수면 지느러미 수영 규칙(2017)에 따르면 공식 경기에 사용되는 스노클은 총 길이가 43~48cm(17"~19")이고 내경이 1.5~2.3cm(½")여야 한다. 더 긴 튜브는 더 깊은 곳에서 스노클링을 할 때 호흡을 허용하지 않는다. 주변 수압이 더 높은 더 깊은 물에 폐를 놓기 때문이다. 그러면 스노클러가 숨을 들이마실 때 폐가 팽창할 수 없다. 폐를 팽창시키는 근육이 더 높은 압력에 대항할 만큼 충분히 강하지 않기 때문이다. 모세혈관과 공기 공간 사이의 폐 조직에 걸친 압력 차이는 폐부종의 위험을 증가시킨다.
스노클은 호흡 사강(死腔, 데드 스페이스)을 구성한다. 사용자가 신선한 숨을 들이마실 때 스노클에 남아 있는 이전에 내쉰 공기 중 일부가 다시 흡입되어 흡입량의 신선한 공기 양이 줄어들고 혈액에 이산화탄소가 축적될 위험이 증가한다. 과탄산혈증을 유발할 수 있다. 튜브의 부피가 크고 일회 호흡량이 작을수록 이 문제는 더욱 악화된다. 호흡 회로에 마스크의 내부 용적을 포함하면 사강이 크게 확장된다. 별도의 스노클링으로 스노클링을 하는 동안 때때로 코를 통해 숨을 내쉬면 이산화탄소 축적이 약간 줄어들고 마스크에 물이 닿지 않도록 유지하는 데 도움이 될 수 있지만 찬물에서는 김서림이 증가한다. 사강의 영향은 더 깊고 천천히 호흡함으로써 어느 정도 상쇄될 수 있는데, 이는 사강 비율과 호흡 작업을 감소시키기 때문이다.